# Fragma
A Fragma 1998-ban alakult német dance-formáció, melyet eredetileg három producer alkotott: Ramon Zenker, Dirk Duderstadt és Marco Duderstadt. Toca's Miracle című második kislemezük a brit slágerlista csúcsára ért, és platinalemez státuszt ért el az Egyesült Királyságban.

## Története
A Fragma első dala, a Toca me, 1999-ben jelent meg Eva Martinez énekesnő közreműködésével. Egy évvel később Coco Star I Need A Miracle című zenéjének vokálját felhasználták a Toca me újrakiadásához, így született meg a Toca's Miracle. Maria Rubiával készítették el az Everytime You Need Me dalt, majd Damae személyében megtalálták a Fragma állandó énekesnőjét. A 2001 januárjában kiadott Toca című nagylemez a sikerdal nyomán számos ország lemezeladási listájára felkerült, Angliában pedig be is aranyozódott. A csapat 2002-es második nagylemeze (Embrace) már nem tudta megismételni a korábbi sikert. A következő tíz évben sorra jelentek meg mérsékelt fogadtatásban részesülő kislemezeik. Damae 2012 októberében bejelentette, hogy távozik a Fragmából, mert szólókarrierbe kezd. 2016 októberében új énekesnő érkezett a Fragmába Deborah személyében. 2017 decemberében Deborah-t lecserélték Tessre.2021 júliusában jelenik meg a hosszú idő után a Fragma legújabb szerzeménye I want more címmel,Tess vokáljával.

## Diszkográfia

### Stúdióalbumok
| Év   | Cím     | Listás helyezések | Listás helyezések | Listás helyezések | Listás helyezések | Listás helyezések | Listás helyezések | Listás helyezések | Sales/certification |
| Év   | Cím     | AUS               | DEN               | FIN               | GER               | NOR               | SWE               | UK                | Sales/certification |
| ---- | ------- | ----------------- | ----------------- | ----------------- | ----------------- | ----------------- | ----------------- | ----------------- | ------------------- |
| 2001 | Toca    | 81                | 39                | 21                | 53                | 15                | 54                | 19                | - BPI: arany        |
| 2002 | Embrace | —                 | —                 | —                 | —                 | —                 | —                 | —                 |                     |

### Kislemezek
| Év   | Cím                                             | Közreműködő énekesek | Legjobb helyezések | Legjobb helyezések | Legjobb helyezések | Legjobb helyezések | Legjobb helyezések | Legjobb helyezések | Legjobb helyezések | Legjobb helyezések | Legjobb helyezések | Legjobb helyezések | Certifications (eladási adatok) | Album               |
| Év   | Cím                                             | Közreműködő énekesek | AUS                | AUT                | DEN                | GER                | IRE                | NED                | NOR                | SWE                | SUI                | UK                 | Certifications (eladási adatok) | Album               |
| ---- | ----------------------------------------------- | -------------------- | ------------------ | ------------------ | ------------------ | ------------------ | ------------------ | ------------------ | ------------------ | ------------------ | ------------------ | ------------------ | ------------------------------- | ------------------- |
| 1999 | "Toca Me"                                       | Eva Martinez         | —                  | —                  | —                  | —                  | 20                 | 49                 | —                  | —                  | —                  | 11                 |                                 | Toca                |
| 2000 | "Toca's Miracle"                                | Coco                 | 8                  | —                  | —                  | 46                 | 4                  | 63                 | 2                  | 18                 | 55                 | 1                  | - BPI: platina                  | Toca                |
| 2001 | "Everytime You Need Me" (featuring Maria Rubia) | Maria Rubia          | 17                 | 42                 | 11                 | 19                 | 5                  | 51                 | 4                  | 19                 | 42                 | 3                  | - BPI: arany                    | Toca                |
| 2001 | "You Are Alive"                                 | Damae                | 37                 | 13                 | 16                 | 23                 | 20                 | —                  | 13                 | 45                 | 67                 | 4                  |                                 | Toca                |
| 2001 | "Say That You're Here"                          | Damae                | 41                 | 53                 | —                  | 55                 | —                  | —                  | —                  | —                  | 100                | 25                 |                                 | Embrace             |
| 2002 | "Embrace Me"                                    | Damae                | —                  | —                  | —                  | 81                 | —                  | —                  | —                  | —                  | —                  | —                  |                                 | Embrace             |
| 2002 | "Time and Time Again"                           | Damae                | —                  | —                  | —                  | 44                 | —                  | —                  | —                  | —                  | —                  | —                  |                                 | Embrace             |
| 2003 | "Man in the Moon"                               | Damae                | —                  | —                  | —                  | 56                 | —                  | —                  | —                  | —                  | —                  | —                  |                                 | Albumon nem kiadott |
| 2005 | "Born to Love"                                  | Damae                | —                  | —                  | —                  | —                  | —                  | —                  | —                  | —                  | —                  | —                  |                                 | Albumon nem kiadott |
| 2006 | "Radio Waves" (with Kirsty Hawkshaw)            | Kirsty Hawkshaw      | —                  | —                  | —                  | —                  | —                  | 71                 | —                  | —                  | —                  | —                  |                                 | Albumon nem kiadott |
| 2007 | "Deeper"                                        | Damae                | —                  | —                  | —                  | —                  | —                  | —                  | —                  | —                  | —                  | —                  |                                 | Albumon nem kiadott |
| 2008 | "Toca's Miracle 2008"                           | Coco                 | —                  | 42                 | —                  | 73                 | —                  | 18                 | —                  | 7                  | —                  | 16                 |                                 | Albumon nem kiadott |
| 2008 | "Memory"                                        | Damae                | —                  | 74                 | —                  | 64                 | —                  | 28                 | —                  | —                  | 30                 | —                  |                                 | Albumon nem kiadott |
| 2009 | "Forever and a Day"                             | Damae                | —                  | —                  | —                  | —                  | —                  | —                  | —                  | —                  | —                  | —                  |                                 | Albumon nem kiadott |
| 2010 | "What Do You Want" (with Jesus Luz)             | Damae                | —                  | —                  | —                  | —                  | —                  | —                  | —                  | —                  | —                  | —                  |                                 | Albumon nem kiadott |
| 2011 | "Oops Sorry"                                    | Damae                | —                  | —                  | —                  | —                  | —                  | —                  | —                  | —                  | —                  | —                  |                                 | Albumon nem kiadott |
| 2011 | "Everytime You Need Me 2011"                    | Damae                | —                  | —                  | —                  | —                  | —                  | —                  | —                  | —                  | —                  | —                  |                                 | Albumon nem kiadott |
| 2011 | "What Love Can Do" (with Plastik Funk)          | Damae                | —                  | —                  | —                  | —                  | —                  | —                  | —                  | —                  | —                  | —                  |                                 | Albumon nem kiadott |
| 2011 | "Insane (In Da Brain)" (with DJs from Mars)     | Damae                | —                  | —                  | —                  | —                  | —                  | —                  | —                  | —                  | —                  | —                  |                                 | Albumon nem kiadott |
| 2012 | "Thousand Times"                                | Damae                | —                  | —                  | —                  | —                  | —                  | —                  | —                  | —                  | —                  | —                  |                                 | Albumon nem kiadott |
| 2012 | "Where Do We Go" (with Akil Wingate)            | Akil Wingate Damae   | —                  | —                  | —                  | —                  | —                  | —                  | —                  | —                  | —                  | —                  |                                 | Albumon nem kiadott |
| 2015 | "Toca Me" (Twoloud remix)                       | Eva Martinez         | —                  | —                  | —                  | —                  | —                  | —                  | —                  | —                  | —                  | —                  |                                 |                     |